# Dicranomyia jacobus
Dicranomyia jacobus är en tvåvingeart som beskrevs av Alexander 1919. Dicranomyia jacobus ingår i släktet Dicranomyia och familjen småharkrankar. Inga underarter finns listade i Catalogue of Life.